# Krematorium Motol
Krematorium Motol – krematorium w praskiej dzielnicy Motol. Razem z przyległym terenem i cmentarzem urnowym zajmuje 12 hektarów na wzniesieniu przy ulicy Plzeňskiej. Całość jest własnością zakładu usług pogrzebowych urzędu miasta.

## Historia
Pierwszy projekt krematorium powstał na zamówienie władz miasta w 1937, jego autorem był architekt Aloiss Meser, projekt ten nie uzyskał akceptacji. Po zakończeniu II wojny światowej rosnąca liczba kremacji w Pradze spowodowała, że radni powrócili do idei budowy drugiego krematorium na lewym brzegu Wełtawy. Pod koniec lat 40. władze miasta nabyły teren w dzielnicy Motol, a następnie ogłosiły konkurs na projekt architektoniczny. Nagrodę otrzymał architekt Josef Karel Říhy. Budowa rozpoczęła się w 1951 i trwała trzy lata. W tym samym czasie powstał cmentarz urnowy, pomyślany jako leśna nekropolia z ogrodem pamięci wokół stawu.

## Po 1989
Centrum Dokumentacji Konfederacji Więźniów Politycznych Republiki Czeskiej (Konfederace politických vězňů České republiky) odkryło w 1999 dokument dotyczący tajnych pochówków spopielonych zwłok popiołów straconych więźniów politycznych z lat 50. XX wieku, których dokonywano w gaju urnowym. Informacja ta była przechowywana w rejestrach pochówków grobów zbiorowych. Rada miasta Pragi przeznaczyła środki finansowe na budowę honorowego cmentarza, jego uroczyste otwarcie miało miejsce w dniu 20 maja 2000, uczestniczyli w nim przedstawiciele Konfederacji Więźniów Politycznych Republiki Czeskiej, urzędnicy państwowi, przedstawicieli miasta Pragi oraz liczni byli więźniowie polityczni.